# Prosper-Charles Simon
Charles Simon, (Bordeus (Nova Aquitània), 27 de desembre, 1788 - París,
 31 de maig, 1866), fou un organista francès. A la basílica de Saint-Denis, va ser el primer titular de l'orgue reconstruït per Aristides Cavaillé-Coll.

## Biografia
Charles Simona estudiar amb Franz Ignaz Beck, director del gran teatre de Bordeus, i el 1802 va esdevenir organista titular de l'església abacial de Sainte-Croix de Bordeus. Del 1807 al 1825, va estar destinat a la basílica de Saint-Seurin, després va formar part d'una banda militar abans de perfeccionar les seves habilitats a París amb Antoine Reicha.
Charles Simon dirigeix l'orgue a la basílica de Notre-Dame-des-Victoires i el 1827 esdevingué professor d'orgue i harmonia a la Casa Reial de Dames de la Legió d'Honor de Saint-Denis. El mateix any, va ser nomenat inspector d'òrgues i auditor del Ministeri de Justícia i Afers Religiosos.
El 1840 va ser nomenat titular del nou orgue Cavaillé-Coll de la basílica de Saint-Denis.
Va inaugurar l'orgue de la catedral de Saint-Pierre-Saint-Paul-et-Saint-André de Saint-Claude al departament del Jura el 1844 i va formar part d'una comissió per avaluar la millora de l'orgue de la catedral de Le Mans el 1846.
Entre 1844 i 1852, Simon també va ser organista del palau reial de Luxemburg. Va ser elegit membre de l'Institut Històric de França el 1847, nomenat cavaller de l'orde de l'Orde de Sant Silvestre el 1854, llavors cavaller de la Legió d'Honor el 1858.
Anomenat "el Rossini de l'orgue", el seu talent per a la improvisació d'orgue és reconegut i la seva interpretació elogiada per la varietat i la riquesa dels seus efectes.
Charles Simon és d'alguna manera l'organista oficial del segon terç del segle XIX a França. L'any 1863 va ser l'autor d'un New Complete Organist's Manual, publicat per Roret, el segon volum d'una obra iniciada per Georges Schmitt, i va dur a terme nombroses valoracions i inauguracions d'orgues a la regió, a la catedral de Tulle (orgue de l'Abadia,). 1839), Llemotges (orgue Daublaine-Callinet, 1842), la catedral de Saint-Claude (orgue Daublaine-Callinet, 1844), la catedral de Perpinyà (orgue Cavaillé-Coll, 1857) i la catedral de Digne (orgue Cavaillé-Coll, 1865), en particular.